# 富源國家森林遊樂區

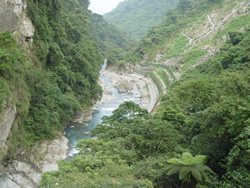
富源國家森林遊樂區的園內景觀。

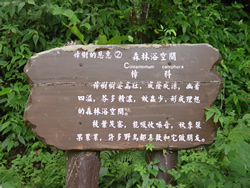
富源國家森林遊樂區園內的木製告示板。

富源國家森林遊樂區又稱蝴蝶谷，位於花蓮縣瑞穗鄉及萬榮鄉，海拔高度約225~750公尺，原為登山健行的地方，是台灣最大的樟樹林遊樂區，以蝴蝶谷和瀑布景觀聞名，並具有豐富的溫泉資源。屬農業部林業及自然保育署花蓮分署管轄，林業署以ROT方式讓民間經營。現在由富源蝴蝶谷溫泉渡假村負責管理，除了原有的登山步道外，富源蝴蝶谷溫泉渡假村將森林遊樂園、溫泉及渡假村結合一起。
蝴蝶谷內風景優美，健行路線除了可以作森林浴外，園區內許多木製的告示牌，讓遊客更了解蝴蝶谷的自然生態；也可尋著富源溪，走到著名的景點：吊橋及瀑布。許多人會在溪邊瀑布下小憩一會兒，吸收大地的精華。
富源國家森林遊樂區是花蓮當地人休閒時間的好去處，也是觀光客到瑞穗的必經之地。

## 富源瀑布
富源瀑布又名「龍吟瀑布」，屬秀姑巒溪水系富源溪中游支流與之交會處。因富源溪谷兩側山壁常年受溪水侵蝕切割而成峽谷，沿溪兩岸皆為險峻之斷崖峭壁，造成主支流河床落差所形成的瀑布景觀。瀑布分為兩段，由北側峭壁上端凌空飛瀉而下，注入富源溪，屬長鍊式瀑布，落差約70公尺。因瀑布支流的水流侵蝕能力各有差異，溪谷中處處可見形狀各異的巨岩奇石，穿流其中的卻是碧澄溪水，令人嘆為觀止。
由富源吊橋沿著富源溪循步道前行，於步道的盡頭龍吟吊橋旁即是富源瀑布。步道長約1.8公里，單程約需40分鐘。龍吟吊橋於2016年因莫蘭蒂風災而毀損，2022年9月修復啟用。

## 外部連結
- 富源國家森林遊樂區 - 台灣山林悠遊網 （页面存档备份，存于）
- 旅遊資訊 - 國家森林遊樂區 - 富源國家森林遊樂區 （页面存档备份，存于）
- 富源森林遊樂區－花東縱谷國家風景區 （页面存档备份，存于）
- 保育及生態旅遊 - 生態旅遊 - 國家森林遊樂區 - 富源國家森林遊樂區 （页面存档备份，存于）
- 富源國家森林遊樂區 - 國家森林遊樂區 - 交通部中央氣象局 （页面存档备份，存于）
- 富源國家森林遊樂區 - 交通部觀光局 （页面存档备份，存于）
- 旅遊資訊 - 自然步道 - 富源國家森林遊樂區步道群 （页面存档备份，存于）